# Borek (Pšov)
Borek (německy Worka) je malá vesnice, část obce Pšov v okrese Karlovy Vary v Karlovarském kraji. Nachází se asi dva kilometry západně od Pšova. Prochází zde silnice II/193, podle Borku se též jmenuje zastávka Borek u Žlutic na trati 161, která leží asi dva kilometry od Borku. Borek leží v katastrálním území Borek u Štědré o rozloze 5,4 km².
Ve vsi se nachází Borecký Mlýn, který se v současné době zabývá chovem ryb a také Borecký rybník.

## Historie
První písemná zmínka o vesnici pochází z roku 1360.

## Obyvatelstvo
Při sčítání lidu v roce 1921 zde žilo 141 obyvatel (z toho 65 mužů), z nichž bylo dvacet Čechoslováků a 121 Němců. Všichni se hlásili k římskokatolické církvi. Podle sčítání lidu z roku 1930 měla vesnice 139 obyvatel: dvacet Čechoslováků a 119 Němců. I tentokrát všichni byli římskými katolíky.
| Rok            | 1869 | 1880 | 1890 | 1900 | 1910 | 1921 | 1930 | 1950 | 1961 | 1970 | 1980 | 1991 | 2001 | 2011 | 2021 |
| -------------- | ---- | ---- | ---- | ---- | ---- | ---- | ---- | ---- | ---- | ---- | ---- | ---- | ---- | ---- | ---- |
| Počet obyvatel | 125  | 139  | 127  | 140  | 165  | 141  | 139  | 44   | 52   | 61   | 48   | 34   | 34   | 24   | 23   |
| Počet domů     | 25   | 26   | 27   | 28   | 27   | 26   | 25   | 17   | 17   | 13   | 12   | 14   | 15   | 15   | 16   |

## Obecní správa
Při sčítání lidu v letech 1869–1950 Borek byl samostatnou obcí, se kterým patřil nejprve do okresu Žlutice, ale v roce 1950 v okrese Toužim. Od roku 1963 je částí obce Pšov v okrese Karlovy Vary.

## Pamětihodnosti
- Poblíž se nachází zřícenina Štědrý hrádek.
- Kaplička svatého Martina z první poloviny 19. století